# Theo Custers
Théodore ("Theo") Laurent Custers (Genk, 10 augustus 1950) is een voormalige Belgische voetbalkeeper. Dankzij zijn rosse krullen en zijn rosse hangsnor kreeg hij de bijnaam " dikke Walrus". Hij is de vader van doelman Bo Geens.

## Carrière
Custers speelde van 1971 tot 1986 bij Thor Waterschei (553), Royal Antwerp FC (1), Helmond Sport, RCD Espanyol, KV Mechelen (25) en SV Bornem (342). Daarna werd hij trainer van Leest, Oude God Sport, Sterrebeek, Kampenhout, Zaventem, Wezemaal, KSK Beveren (keeperstrainer), FCN Sint-Niklaas , KFC Peutie en FC Perk (keeperstrainer). In 2006 werd hij keeperstrainer bij de Rode Duivels, waar hij Jacky Munaron opvolgde. In 2007 werd hij keeperstrainer bij de jeugd van SV Roeselare. Vanaf februari 2011 werd hij daarnaast ook keeperstrainer bij KSK Hasselt en een jaar later werd hij bij Hasselt aangesteld tot hoofdtrainer. In de zomer van 2012 nam hij ontslag wegens persoonlijke redenen.

## Rode Duivels
Custers behaalde 29 selecties voor de nationale ploeg, met daarbij 10 caps. Hij had met Jean-Marie Pfaff en Michel Preud'homme zware concurrentie. Hij kon toch meespelen tegen Polen op het WK 1982, waar België eerder wereldkampioen Argentinië met 1-0 had verslagen. De wedstrijd eindigde op 0-3 dankzij drie goals van de Pool Zbigniew Boniek. België was uitgeschakeld en dit betekende meteen het einde van de internationale carrière van Custers.

## Palmares
| Competitie                     | Winnaar | Winnaar | Runner-up | Runner-up | Derde  | Derde  |
| Competitie                     | Aantal  | Jaren   | Aantal    | Jaren     | Aantal | Jaren  |
| België                         | België  | België  | België    | België    | België | België |
| ------------------------------ | ------- | ------- | --------- | --------- | ------ | ------ |
| Europees kampioenschap voetbal |         |         | 1x        | 1980      |        |        |